# Psidium salutare
Espèce
Synonymes
Guajava salutaris (Kunth) Kuntze 1891

Myrtus salutaris Kunth 1823

Psidium salutare var. strictum O.Berg
Psidium salutare est une espèce de plantes à fleurs du genre des Psidium et de la famille des Myrtacées. C'est un arbuste ou petit arbre originaire d'Amérique centrale et d'une grande partie de l'Amérique du Sud.
À Cuba, il est aussi appelé « Guayabita del Pinar ».

## Sous-espèces / variantes
- Psidium salutare var. decussatum (DC.) Landrum (en)[1], dont deux synonymes[3] :

1. syn. Guajava decussata (DC.) Kuntze (1891)
2. syn. Psidium decussatum DC. (1828)

- Psidium salutare var. mucronatum (Burret) Landrum (en)[1], dont 28 synonymes[4] :

1. syn. Myrtus acutata O.Berg (1857)
2. syn. Myrtus cuspidata O.Berg  (1857)
3. syn. Myrtus cuspidata var. pentamera O.Berg (1857)
4. syn. Myrtus cuspidata var. tetramera O.Berg (1857)
5. syn. Myrtus lurida Spreng. (1825)
6. syn. homotypique Myrtus mucronata Cambess. (1832), nom. illeg.
7. syn. Myrtus mucronata var. opaca O.Berg (1857)
8. syn. homotypique Myrtus mucronata var. perforata O.Berg (1857), not validly publ.
9. syn. Myrtus mucronata var. thea (Griseb.) Griseb. (1879)
10. syn. Myrtus ovalis O.Berg (1857), nom. illeg.
11. syn. Myrtus pauciflora Cambess. (1832)
12. syn. Myrtus sellowiana O.Berg (1857)
13. syn. Myrtus suffruticosa O.Berg (1857)
14. syn. Myrtus suffruticosa var. angustifolia O.Berg (1857)
15. syn. Myrtus suffruticosa var. latifolia O.Berg (1857)
16. syn. Psidium acutatum (O.Berg) Burret (1941)
17. syn. Psidium affine Burret (1941)
18. syn. Psidium cuspidatum (O.Berg) Burret (1941)
19. syn. Psidium latius Burret (1941)
20. syn. Psidium luridum (Spreng.) Burret (1941)
21. syn. Psidium luridum var. cinereum Mattos (es) (1975)
22. syn. Psidium luridum var. pauciflora (Cambess.) Mattos (es) (1977)
23. syn. Psidium luridum var. pubescens Mattos (es) (1974)
24. syn. homotypique Psidium mucronatum Burret (1941)
25. syn. Psidium pauciflorum (Cambess.) Burret (1951)
26. syn. Psidium pubifolium Burret (1941)
27. syn. Psidium pubifolium f. nanum Rotman (es) (1976)
28. syn. Psidium thea Griseb. (1874)

- Psidium salutare var. pohlianum (O.Berg) Landrum (en)[1], dont 3 synonymes[5] :

1. syn. Guajava pohliana (O.Berg) Kuntze (1891)
2. syn. Psidium pohlianum O.Berg (1857)
3. syn. Psidium pohlianum var. brevipes O.Berg (1857)

- Psidium salutare var. salutare[1], dont 32 synonymes[6] :

1. syn. Calycolpus parviflorus Sagot (1885)
2. syn. Eugenia guayavillo Benth. (1845)
3. syn. Guajava ciliata (Benth.) Kuntze (1891)
4. syn. Guajava guajabita (A.Rich.) Kuntze (1891)
5. syn. Guajava lanceolata (O.Berg) Kuntze (1891)
6. syn. Guajava oerstediana (O.Berg) Kuntze (1891)
7. syn. Mosiera sagrae (O.Berg) Bisse (en) (1985 publ. 1986)
8. syn. Myrcianthes reptans D.Legrand (es) (1971)
9. syn. Myrtus arayan Kunth (1823)
10. syn. Myrtus blanchetiana O.Berg (1857)
11. syn. Myrtus hassleriana Barb.Rodr. (1903)
12. syn. Myrtus rigida O.Berg (1857), nom. illeg.
13. syn. Myrtus sagrae O.Berg (1861)
14. syn. Pseudocaryophyllus seemannii Triana ex Hemsl. (1880)
15. syn. Psidium arayan (Kunth) Burret (1941)
16. syn. Psidium barbosianum Burret (1941)
17. syn. Psidium blanchetianum (O.Berg) Burret (1941)
18. syn. Psidium chiapasense Lundell (1961)
19. syn. Psidium ciliatum Benth. (1840)
20. syn. Psidium deltosepalum Barb.Rodr. (1907 ; décrit la collection mais pas le taxon)
21. syn. Psidium gentlei Lundell (1943)
22. syn. Psidium guayabita A.Rich. (1846)
23. syn. Psidium guayabita var. angustifolium Griseb. (1866)
24. syn. Psidium guayabita var. oblongatum Griseb. (1866)
25. syn. Psidium lanceolatum O.Berg (1861)
26. syn. Psidium lanceolatum var. grandifolium O.Berg (1861)
27. syn. Psidium oerstedianum O.Berg (1856)
28. syn. Psidium reptans (D.Legrand (es)) Soares-Silva (cy) & Proença (es) (2006)
29. syn. Psidium rigidum Burret (1941)
30. syn. Psidium salutare var. laxum O.Berg (1856)
31. syn. Psidium salutare var. subalternum O.Berg (1856)
32. syn. Psidium valenzuelense Barb.Rodr. (1907), describing the collection, not the taxon.

- Psidium salutare var. sericeum (Cambess.) Landrum (en)[1]

## Description

Psidium salutare var. pohlianum
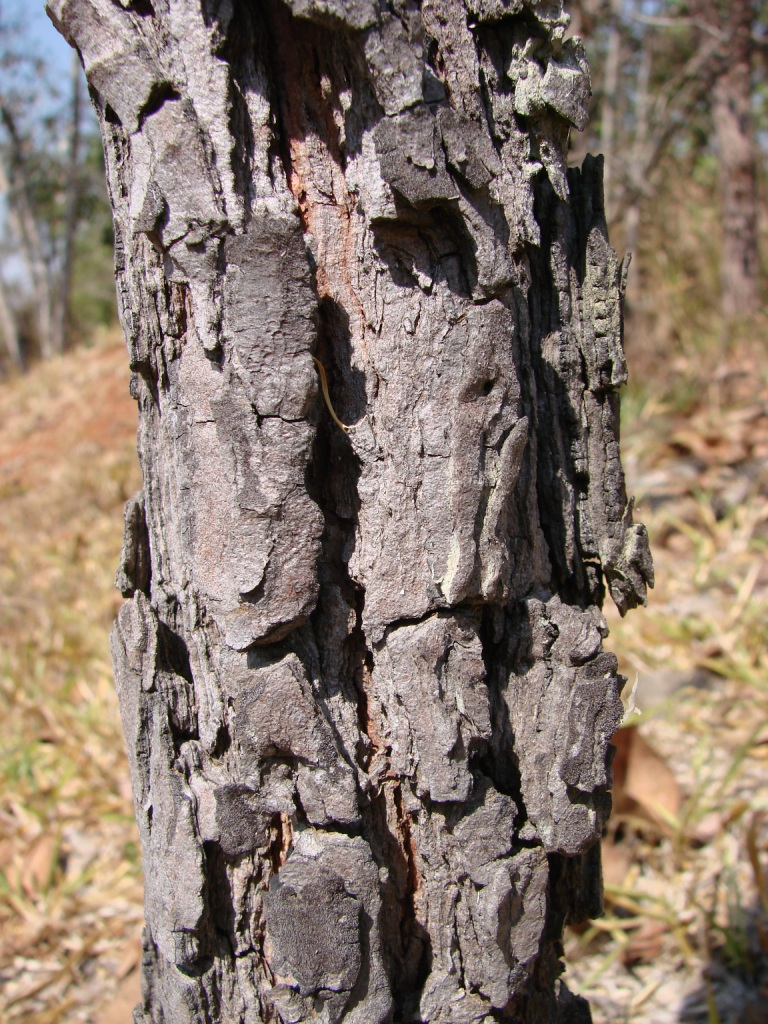
Écorce.
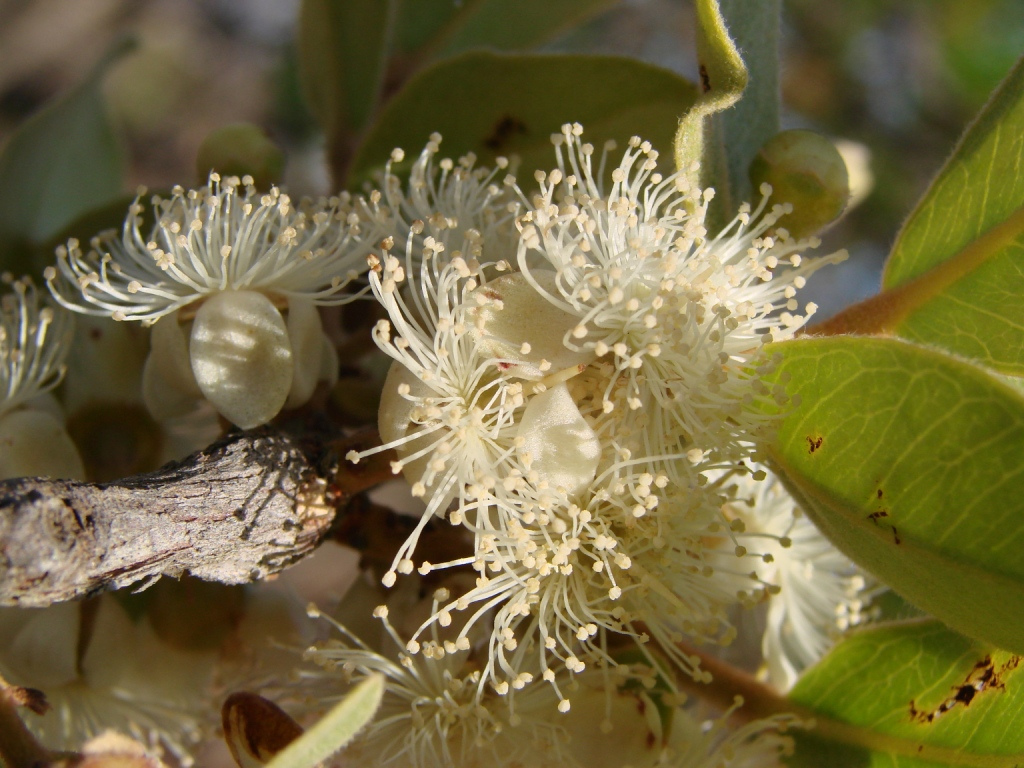
Fleur.
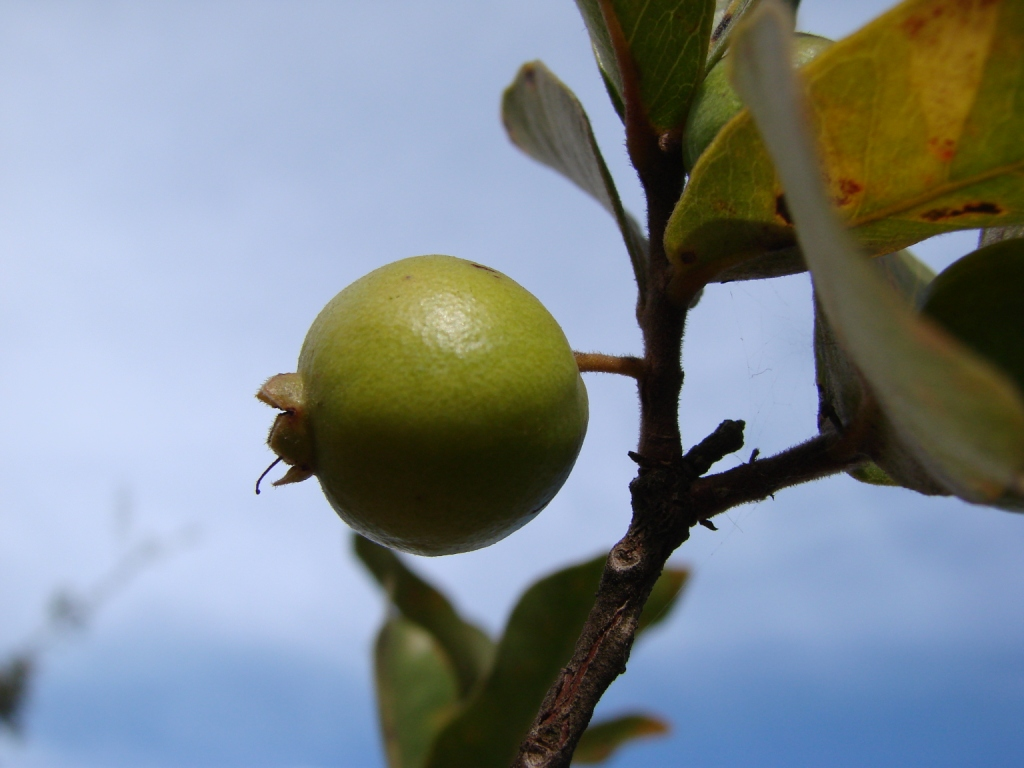
Fruit.

Sa capacité germinative est de moins de 25%, ce qui ne permet pas la régénération naturelle.
La production de fruits est très irrégulière d'une année sur l'autre ; elle est fortement dépendante de la hauteur et de la largeur de la couronne.

## Distribution et habitat
Psidium salutare est présent dans la zone des Caraïbes et en Amérique Centrale. A Cuba, il ne pousse que dans la partie ouest de l'île (province de Pinar del Rio), comprenant l'île de la Juventud, Los Palacios, San Juan, Guane, La Palma et Viñales (région de Vueltabajo).
Il est typique des pinèdes sur les collines siliceuses. On le trouve généralement sur des sols ferriques quartzeux, lessivés et pauvres en nutriments, en petits groupes ou en individus isolés, et souvent associés à Pinus tropicalis.
Noter qu'il y a 50 ans cette espèce occupait les savanes et les semi-savanes des pinèdes ; mais en raison du développement social et économique des zones rurales et de la gestion intensive des forêts, elle a été déplacée vers des endroits peu accessibles, ce qui entraîne la modification de son biotope et par conséquent la diminution de ses populations. De nos jours il est rare de rencontrer des populations en bon état.

## Usages
Ses fruits servent à la fabrication du guayabita de Pinar, liqueur typique de la région de Pinar del Río à Cuba.

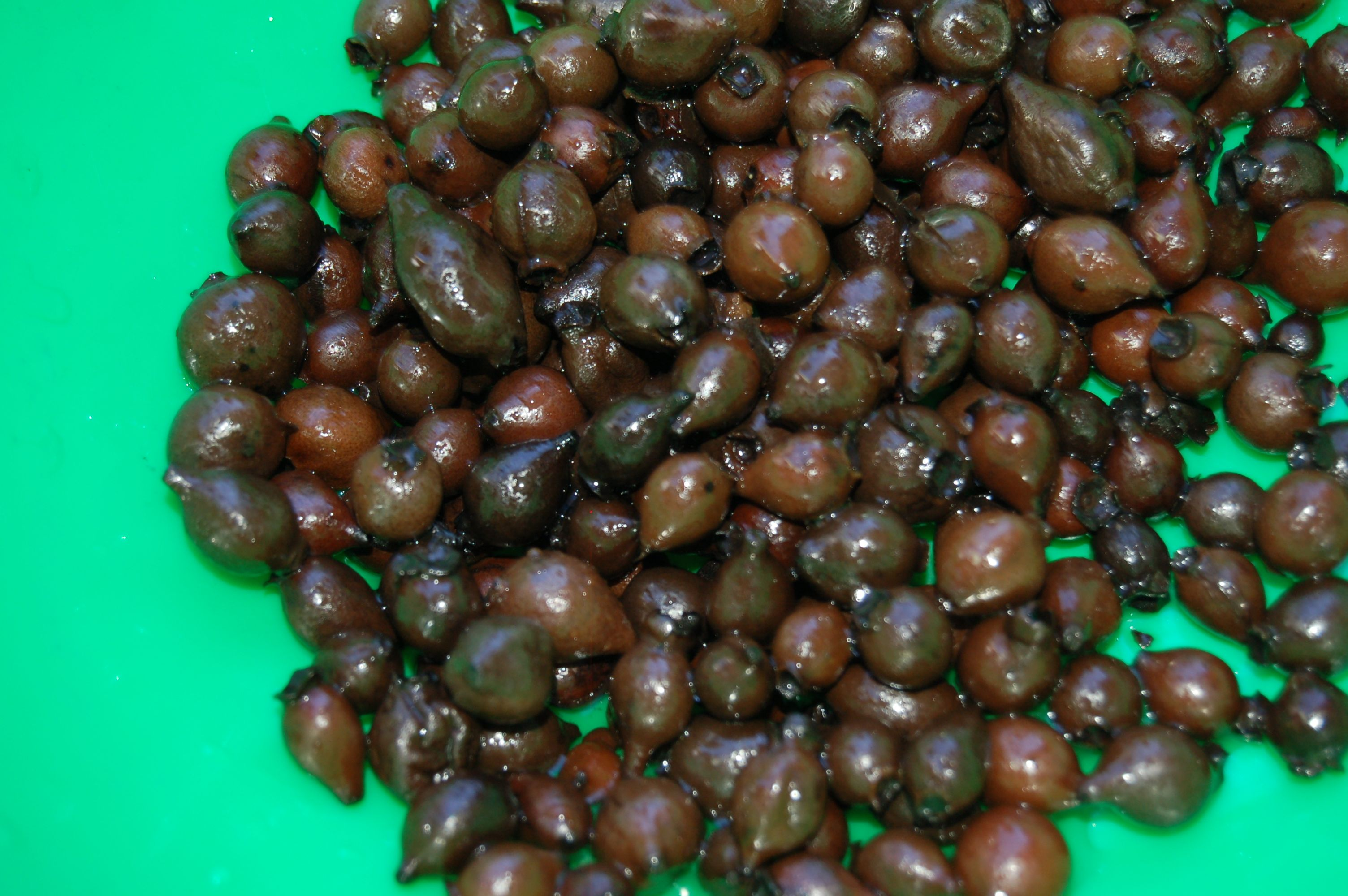
Guayabitas macérées pour la fabrication du guayabita de Pinar.

## Conservation
A l'université de Pinar del Rio, un projet de conservation de l'espèce et d'amélioration génétique est en cours depuis le début des années 1990 en raison de l'état de dégradation de ses populations, qui ont été essentiellement réduites à des individus isolés très âgés.